# Aage H. Andersen
Aage H. Andersen (1. juli 1892 – 27. februar 1968) var en dansk politiker fra nazistpartiet DNSAP.

## Biografi
Aage H. Andersen meldte sig i 1933 ind i Wilfred Petersens National Socialistisk Parti. Året efter skiftede han dog partiet ud med DNSAP. Han opstillede for DNSAP ved folketingsvalget i 1935, men blev senere samme år ekskluderet grundet sine rabiate udtalelser om jødespørgsmålet. Den 31. oktober 1935 stiftede han National Socialistisk Arbejder Parti (NSAP) og senere, den 31. oktober 1941, foreningen Dansk Antijødisk Liga (DAL).
Han blev idømt 80 dages fængsel ved Østre Landsret i 1938 for spot mod en anden religion. Senere fik han flere lignende domme. Fra maj 1939 til maj 1943 udgav han bladet Kamptegnet, der i perioden juni 1940 til februar 1942 blev redigeret af Olga Eggers. Fra december 1943 til december 1944 var han redaktør for bladet Racetjenesten. I løbet af krigen udgav han flere stærkt antisemitiske bøger. Den 26. januar 1941 begyndte han på ny at arbejde sammen med DNSAP, hvor han blev stabsleder for Racepolitisk Centralkontor. Den 20. maj 1944 blev han ekskluderet af DNSAP, eftersom han var blevet leder af Schalburgkorpsets Centralkontor for Racespørgsmål.
Den 19. august 1947 blev Aage H. Andersen idømt otte års fængsel ved Københavns Byret. Den 24. februar 1948 blev han idømt 10 års fængsel ved Østre Landsret.